# Émile Storms

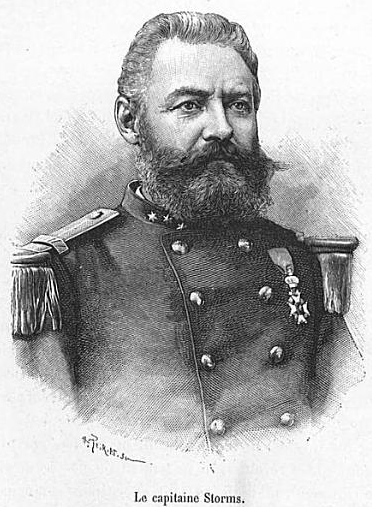
Émile Storms (2. Juni 1846 – 12. Januar 1918) als Hauptmann der belgischen Armee. Lithographie von Thiriat, 1886, veröffentlicht 1890.

Émile Pierre Joseph Storms (* 2. Juni 1846 in Wetteren, Belgien; † 12. Januar 1918 in Ixelles, Belgien) war ein belgischer Soldat, Entdecker und Beamter des Freistaats Kongo. Er wurde bekannt für seine Tätigkeiten beim Aufbau einer europäischen Präsenz in den Regionen rund um den Tanganjikasee zwischen 1882 und 1885, bei der er die Missionare der Weißen Väter unterstützte. Weiterhin engagierte er sich für den Kampf gegen den ostafrikanischen Sklavenhandel und war an der Gefangennahme und anschließenden Hinrichtung des Sklavenhändlers Lusinga beteiligt.

## Biografie

### Frühe Jahre
Storms trat am 11. Dezember 1861 in das 5. Infanterieregiment der belgischen Armee ein und wurde am 25. Juni 1870 zum Leutnant des 10. Regiments und am 25. März 1876 zum Leutnant des 9. Regiments befördert. Ab dem 29. August 1878 besuchte er die belgische Militärakademie. Anschließend meldete er sich freiwillig für die International African Association und wurde am 25. Februar 1882 dem Kartographischen Institut zugeteilt. Ihm wurde die Aufgabe übertragen, eine Expedition zur Erkundung der Ostküste Afrikas zu leiten.

### Expedition nach Äquatorialafrika

#### Hinreise
Am 10. April 1882 verließ Storms Europa in Richtung Sansibar. Bei seiner Ankunft erkrankte sein Begleiter, Leutnant Camille Constant, ein Grenadieroffizier, und musste nach Europa zurückkehren. Storms erfuhr, dass sein Kontaktmann Guillaume Ramaeckers am 25. Februar 1882 in Karema gestorben war und verließ am 8. Juni 1882 die Küste und marschierte über die Mission Tabora nach Karema an der Ostküste des Tanganjikasees. Die Reise war schwierig und die Karawane wurde mehrmals von Rugaruga-Kriegern angegriffen. Er erreichte Karema am 27. September 1882, wo die Station noch immer von Leutnant Jérôme Becker geleitet wurde, obwohl dessen Dienstzeit bereits abgelaufen war.

#### Karema

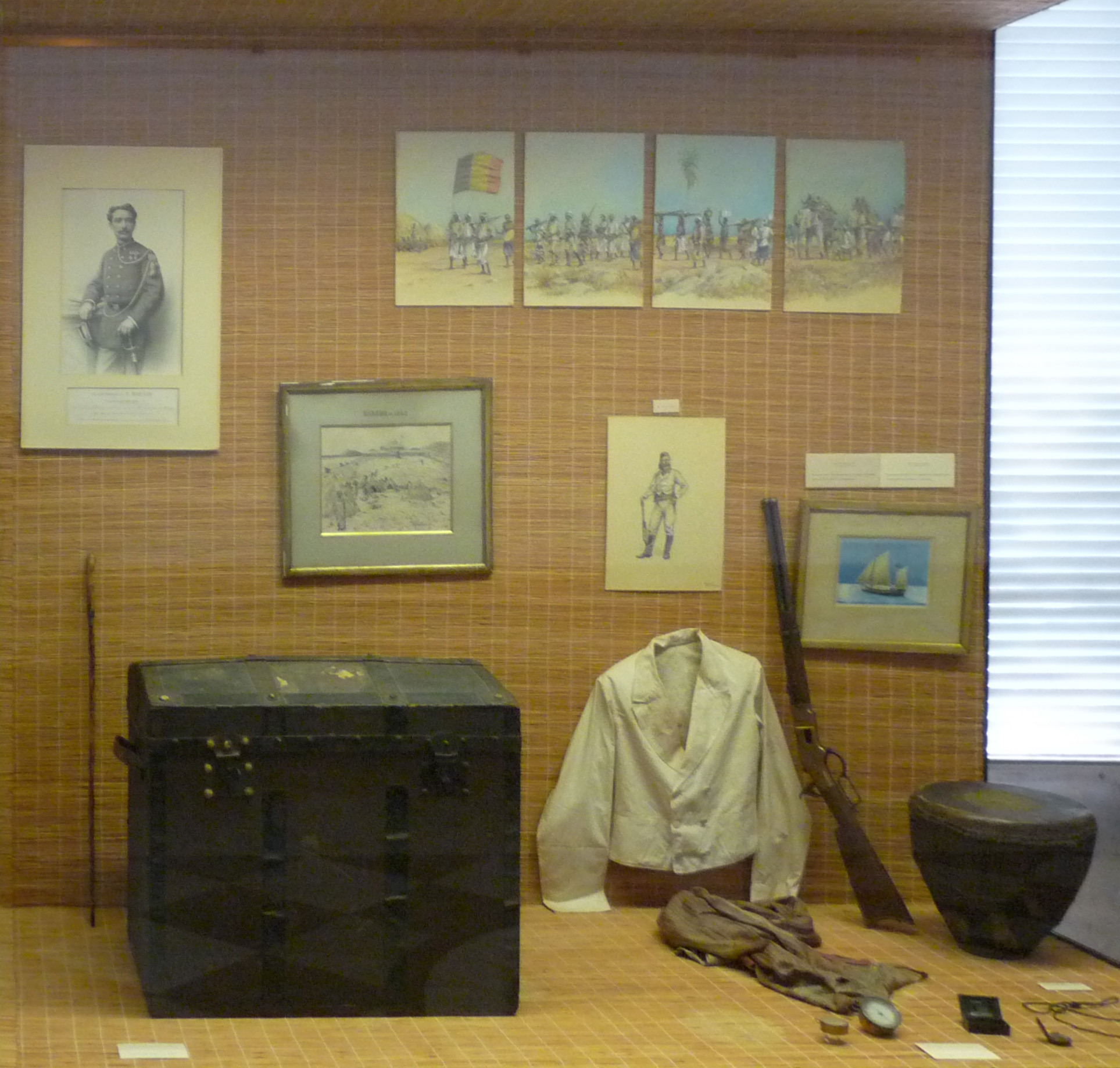
Storms gewidmete Vitrine im Musée Royal de l'Afrique Centrale.

Yassagula, Häuptling des Dorfes Karema, griff die Station kurz nach der Ankunft von Storms an. Becker konterte den Angriff mit seinen Askaris, schlug Yassagulas Männer in die Flucht und zerstörte das Dorf. Wenige Monate später ergab sich Yassagula und war von da an ein verlässlicher Verbündeter. Becker verließ die Station am 17. November und machte sich auf die Heimreise. Storms stärkte und erweiterte den Posten, den er jetzt Fort Léopold nannte, und begann mit dem Gemüseanbau. Auf einen Angriff auf seine Kuriere reagierte er mit einer Expedition, die den aufständischen lokalen Führer am 23. April 1883 besiegte. Der deutsche Wissenschaftler Richard Böhm, der Storms bei der Aktion begleitete, wurde jedoch bei dieser Aktion von zwei Kugeln ins Bein getroffen und musste mehrere Monate lang versorgt werden.

#### Mpala
Storms war mit der Errichtung eines zweiten Postens am Tanganjikasee beauftragt worden. Er überließ Böhm die Verantwortung für Karema und schiffte sich am 27. April 1883 mit Böhms Begleiter Paul Reichard und 24 Askaris ein und segelte nach Mompara am Westufer des Sees. Dort fand er eine friedliche und freundliche Bevölkerung vor, die ihnen Nahrungsmittel anboten. Auf der Suche nach einem guten Ort für die Errichtung eines Postens nahm er Kontakt mit dem Häuptling Mpala auf, der ihm die Erlaubnis erteilte, den Posten in seinem Gebiet zu errichten. Am 4. Mai 1883 wurde der Grundstein für die Station Mpala gelegt. Häuptling Mpala wurde am 25. Juni 1883 in einer Zeremonie sein Blutsbruder. Storms überließ Reichart die Aufsicht über die Arbeiten, während er nach Ujiji ging, um ein Boot zu kaufen und einige Handelsgüter zu besorgen. Am 15. August 1883 kehrte er nach Mpala zurück. Beide seiner Boote wurden kurz nach seiner Ankunft in einem Sturm zerstört und er musste ein weiteres bauen, bevor er nach Karema zurückkehren konnte.

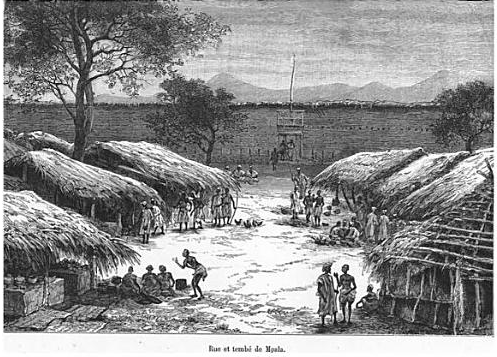
Die Hauptstraße und die große Palisadenanlage, die Storms in Mpala errichten ließ

Das Bündnis mit dem Häuptling Mpala erwies sich als wertvoll. Der Häuptling erkrankte an Pocken, doch bevor er starb, befahl er den Dorfältesten, Storms zu respektieren. Storms gewann in den zweieinhalb Jahren, die er in Mpala verbrachte, an Autorität. Die örtlichen Häuptlinge unterstützen ihn, um ein monatliches Gehalt und Schutz zu erhalten. Storms wies seine Leute an, aus fünftausend Bäumen einen großen quadratisch angelegten Zaun mit einer Seitenlänge von 30 Metern (98 Fuß) zu errichten. Die Wände bestanden aus Lehmziegeln und waren 60 Zentimeter dick. Im Inneren befanden sich siebzehn Räume rund um einen überdachten Innenhof. Am 19. Mai 1885 brannte das Gelände jedoch bis auf die Grundmauern nieder und als das getrocknete Strohdach Feuer gefangen hatte, konnte außer dem Schießpulver kaum noch etwas gerettet werden. Am 6. September 1884 wurde Storms von Missionaren der Weißen Väter unter der Leitung von R. P. Moinet besucht, dem er half, sich in der Folge südlich von Mpala in Tchanza niederzulassen. Am 30. November 1884 kam Reichart nach einer Erkundungstour durch Katanga in Mpala an und teilte ihm mit, dass Böhm auf der Reise gestorben sei.
In der Folge geriet Storms in eine gewalttätige Konfrontation mit Lusinga Iwa Ngombe, einem mächtigen Sklavenhändler, den bereits der Entdecker Joseph Thomson als einen „blutigen Potentaten“ bezeichnet hatte. Im November hörte Storms in Karema, dass Lusinga sich auf einen Krieg gegen Mpala vorbereitete. Storms heuerte 150 Rugaruga-Krieger an, überquerte den See und griff Lusinga an, den er besiegen konnte. Lusinga wurde enthauptet. Ein anderer Anführer, Kansawara, der sich zuvor bereits unterworfen hatte, beschloss, die von Lusinga frei gewordene Stelle zu übernehmen und den Aufstand fortzuführen. Jedoch wurde auch er schließlich am 15. Dezember 1884 besiegt und unterwarf sich bald darauf erneut.

#### Abberufung
Auf der Kongokonferenz von 1884 bis 1885 in Berlin wurde die Ostseite des Tanganjikasees dem deutschen Einflussbereich zugeordnet und König Leopold II. von Belgien beschloss, seine Kolonisierungsbemühungen auf den unteren Kongo zu konzentrieren. Er bat Charles Martial Lavigerie, den Gründer der Missionsgesellschaft der Weißen Väter, die belgischen Agenten durch Missionare an den beiden Stationen am Tanganjikasee zu ersetzen. Ende Mai 1885 erhielt Storms den Brief mit seiner Abberufung aus Brüssel. Er reagierte enttäuscht, übergab jedoch die Station an zwei französische Priester, Isaac Moinet und Auguste Moncet, die Mpala am 5. Juli 1885 erreicht hatten. Sie erhielten ebenso die Waffen und Munition, ein Segelboot und eine Garnison von Askaris, die für sechs Monate bezahlt worden waren.
Moinet fragte Storms scherzhaft, welchen Titel er als Nachfolger von „Seiner Majestät Emile dem Ersten, König von Tanganjika“ annehmen sollte, und unterzeichnete einen Brief, den er an Storms richtete mit „Ich, Moinet, amtierender König von Mpala“. Die Priester fühlten sich tatsächlich Lavigeries Traum von einem christlichen Königreich im Herzen Äquatorialafrikas verpflichtet und betrachteten das Territorium, das Storms erworben hatte, als Kern dieses neuen Staates. Nachdem Storms die Missionare in Mpala und Karema eingewiesen hatte, machte er sich Ende Juli auf den Weg zur Küste. Nach einer beschwerlichen Reise erreichte er am 21. Dezember 1885 Europa.

### Spätere Karriere
Im Februar 1888 erhielt Storms die technische Leitung der belgischen Anti-Sklaverei-Expedition zum Tanganjikasee. Die von Kardinal Lavigerie gegründete Belgische Anti-Sklaverei-Gesellschaft hatte General Jacmart als Präsidenten. Ziel war es, den Sklavenhandel in Afrika zu unterbinden, und ein Korps Freiwilliger wurde zum Einsatz am Tanganjikasee entsandt. Die Expedition führte zu verschiedenen Erfolgen gegen den Sklavenhändler Rumaliza, einem Vasallen von Tippu-Tip. Am 20. Dezember 1891 ließ die Gesellschaft ein Boot namens Storms auf dem See zu Wasser.
Storms kehrte anschließend in den Dienst der belgischen Armee zurück. 1894 wurde er capitaine-commandant (Major), 1900 Oberstleutnant eines Grenadierregiments, 1905 Oberst der 8. Infanterie-Brigade und 1906 Generalmajor. 1908 wurde er zum Militärbefehlshaber der Provinz Brabant ernannt. 1909 schied er aus der Armee aus.
1901 wurde er zum Ehrenmitglied der Société royale belge de géographie ernannt. Weiterhin war er stark in der Arbeit der Anti-Sklaverei-Bewegung engagiert. Gleichfalls war er Mitglied des Comité de l'Union philanthropique coloniale und Vizepräsident des sog. Cercle africain.
Er starb am 12. Januar 1918 in Ixelles in Brüssel.

## Auszeichnungen und Gedenken
Storms war Offizier des Leopoldordens, Offizier des Löwenordens und erhielt das belgische Croix Militaire 1. Klasse sowie verschiedene Auszeichnungen und Ehrungen. In seiner Heimatstadt Wetteren wurde ihm ein Denkmal errichtet und eine Büste auf dem Square l'Industrie in Brüssel aufgestellt, der inzwischen in Square de Meeûs umbenannt wurde. Nach den George-Floyd-Protesten im Juni 2020 wurde die Büste mit roter Farbe beschmiert.
Am 1. Juli 2020 wurde berichtet, dass die Gemeindeverwaltung von Ixelles plante, die Büste vom Platz zu entfernen und zur besseren Kontextualisierung in das Musée Royal de l’Afrique Centrale zu versetzen. Am 30. Juni 2022 wurde die Büste von der Stadtverwaltung entfernt, ohne dass die hierfür erforderliche Genehmigung vorlag.

"Das
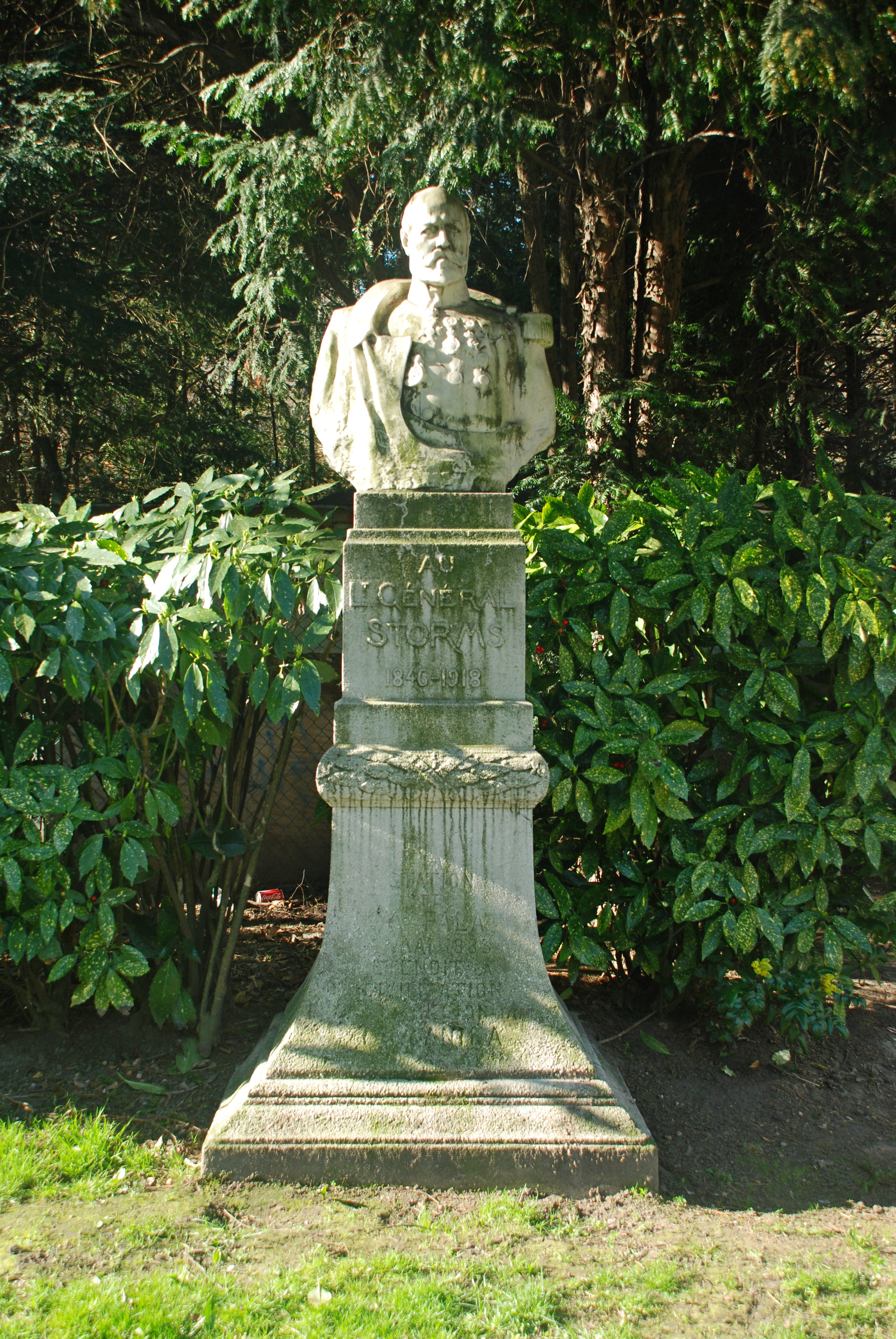
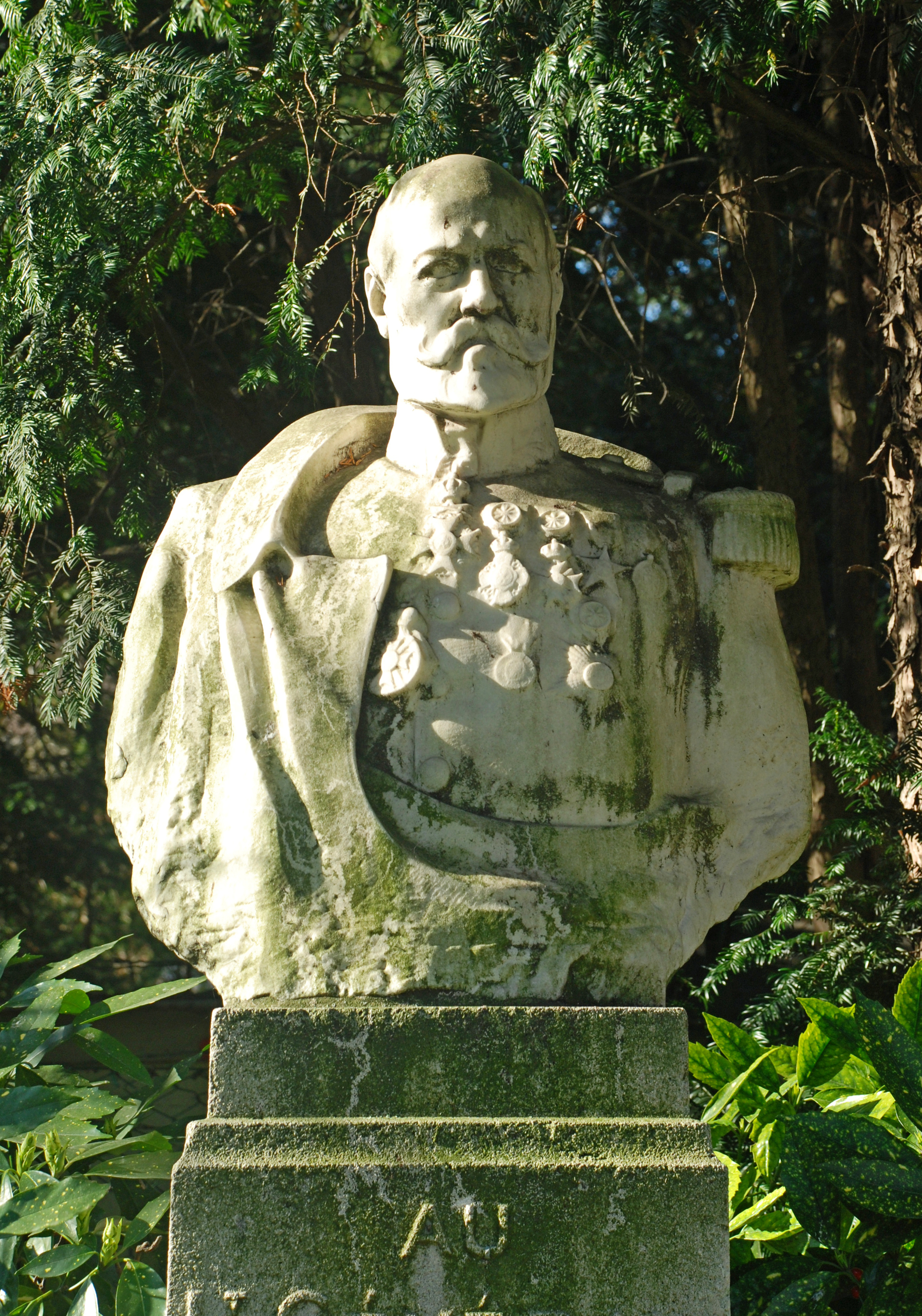
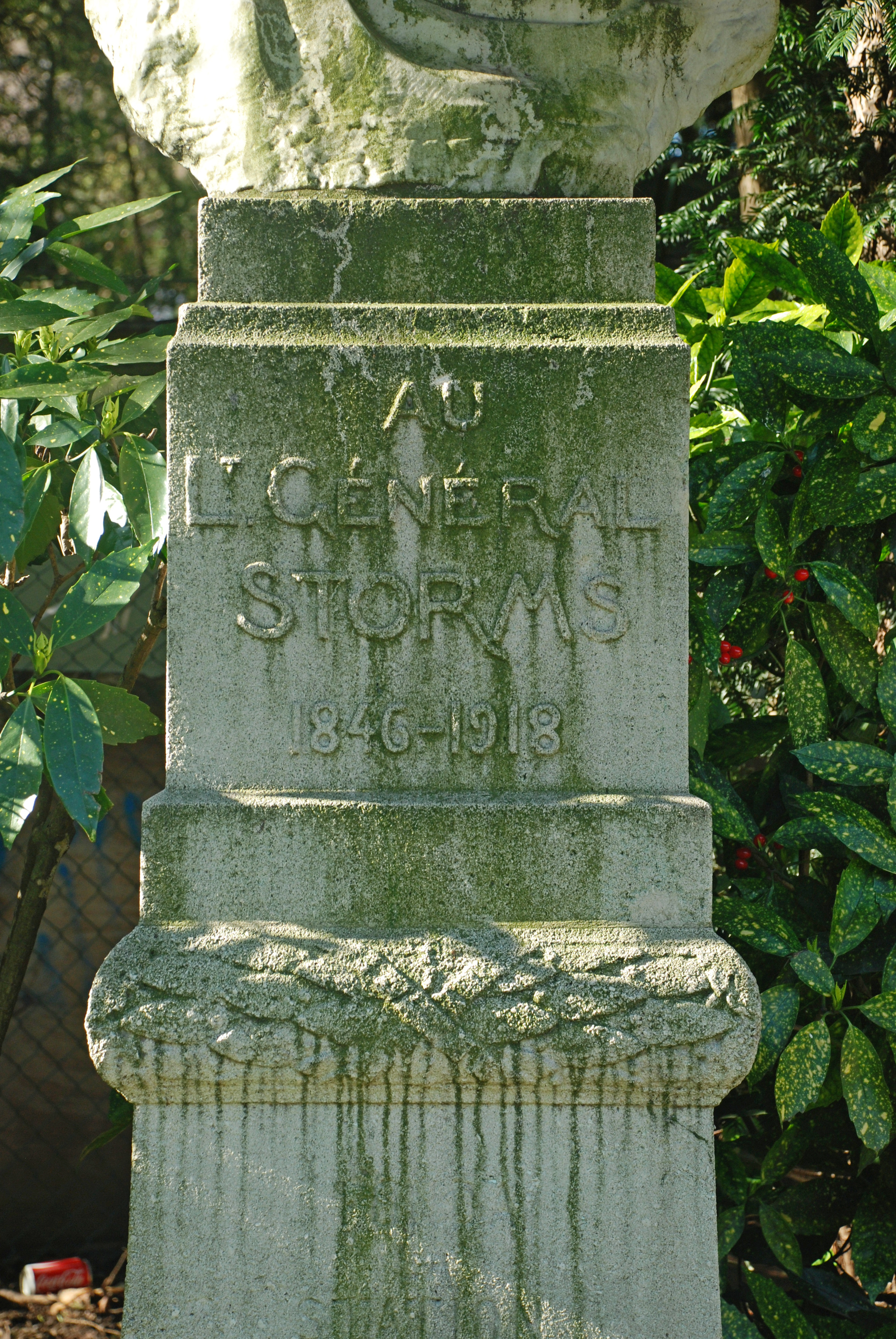
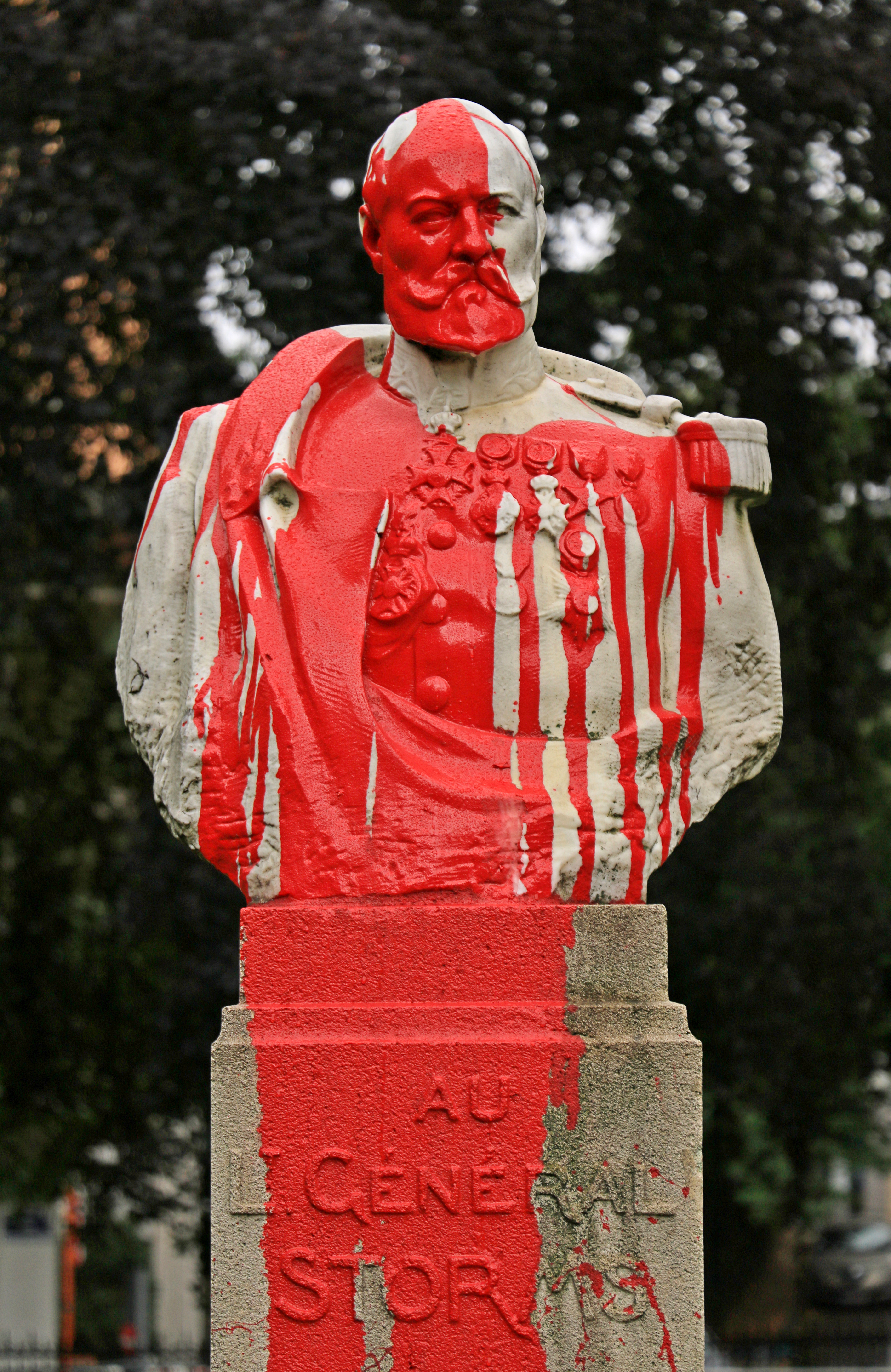

- Das Monument au Général Storms auf dem Square de Meeûs

## Werke (Auswahl)
- L'échange du sang. Le Mouvement Géographique, 2. 1885. S. 3.
- Une séance de féticheur. Le Mouvement Géographique, 2. 1885. S. 7.
- Le Tanganika: quelques particularités sur les moeurs africaines. Bulletin de la Société Royale Belge de Géographie, 10. 1886. S. 195–196.
- Objets sculptés du Manyéma et du Sankuru. Bulletin de la Société d'Anthropologie de Bruxelles, 7. 1888–1889. S. 166.
- Le Potager de Karema. Le Mouvement Géographique, 11. 1894. S. 74.